# Kitticarrara-Gletscher
Der Kitticarrara-Gletscher ist kurzer und steiler Gletscher im ostantarktischen Viktorialand. In den Kukri Hills fließt er 1,5 km südlich des Howard-Gletschers in ostsüdöstlicher Richtung zum Ferrar-Gletscher.
Die vom australischen Geologen Thomas Griffith Taylor (1880–1963) geleitete Westgruppe der britischen Terra-Nova-Expedition (1910–1913) benannte sie auf Vorschlag des australischen Geologen Frank Debenham nach einer Schaf-Farm in New South Wales. Kitticarrara ist zudem die Bezeichnung der Aborigines für den Jägerliest.